# Syrrheonema
Syrrheonema es un género con tres especies de plantas de flores perteneciente a la familia Menispermaceae. Nativo de Madagascar.

## Especies seleccionadas
- Syrrheonema boukokoense
- Syrrheonema fasciculatum
- Syrrheonema hexastamineum